# الکساندر کوسویچ
الکساندر کوسویچ (اوکراینی: Олександр Олександрович Косевич؛ زادهٔ ۴ سپتامبر ۱۹۶۵) بازیکن فوتبال اهل اوکراین است.